# World Badminton Grand Prix 1999 (Finale)
Das Finale des World Badminton Grand Prix 1999 fand in Bandar Seri Begawan, Brunei, vom 1. bis zum 5. Dezember 1999 statt. Es war der Abschlusswettkampf der Grand-Prix-Serie der abgelaufenen Saison. Das Preisgeld betrug 150.000 USD.

## Finalresultate
| Disziplin    | Sieger                     | Finalist                      | Ergebnis          |
| ------------ | -------------------------- | ----------------------------- | ----------------- |
| Herreneinzel | Peter Gade                 | Marleve Mainaky               | 15:11, 15:3       |
| Dameneinzel  | Ye Zhaoying                | Dai Yun                       | 11:4, 6:11, 11:9  |
| Herrendoppel | Candra Wijaya Tony Gunawan | Ha Tae-kwon Kim Dong-moon     | 15:7, 8:15, 15:11 |
| Damendoppel  | Ge Fei Gu Jun              | Chung Jae-hee Ra Kyung-min    | 15:2, 15:4        |
| Mixed        | Kim Dong-moon Ra Kyung-min | Tri Kusharyanto Minarti Timur | 15:7, 15:7        |